# Austranoplium concolor
Austranoplium concolor är en skalbaggsart som beskrevs av Chemsak och Linsley 1963. Austranoplium concolor ingår i släktet Austranoplium och familjen långhorningar. Inga underarter finns listade.